# Śramanera
Śramanera – (Pali: sāmaṇera, Sanskryt: śrāmaṇera) – buddyjski mnich nowicjusz, który po odbyciu szczególnej edukacji może ubiegać się o pełne święcenia bhikku. Zasady, jak i wiek dopuszczenia do nowicjatu różnią się w zależności od przyjętej przez daną szkołę winaji. Nowicjuszem  mogą zostają zarówno chłopcy jak i dziewczęta (śramanerika) w zależności od konkretnej tradycji danego zakonu. ––––
Zgodnie z tradycją, by móc zostać śramanerą, chłopiec musiał być w stanie samodzielnie przegnać kruki. W praktyce jest to zazwyczaj 7. bądź 8. rok życia.

## Ceremonia przejścia
Każdy nowicjusz by móc wstąpić do klasztoru przechodzi ceremonię przejścia:
- ogolenie głowy – wyraz odejścia od życia świeckiego
- przybranie szat mnisich

1. Therawada – pomarańczowe bądź brązowe (ochra)
2. Azja Wschodnia – szare lub czarne
3. Tybet – czerwone

- recytacja trzech schronień
- przyjęcie dziesięciu reguł praktyki
- obranie preceptora i nauczyciela

## Trzy schronienia
Po zgłoszeniu przez jednego mnicha akcesu trzykrotne przyznanie się do przyjęcia przez nowego wyznawcę buddyzmu schronienia w 3 klejnotach:
1. Budda
2. Dharma
3. Sangha

## Dziesięć reguł praktyki (śiksza-pada)
1. Niekrzywdzenie żywych stworzeń (ahinsa)
2. Niebranie tego, co nie dane
3. Całkowity celibat
4. Nieużywanie fałszywej mowy
5. Powstrzymanie się od intoksykacji
6. Niespożywanie posiłków po południu
7. Nieuczestniczenie w zabawach i widowiskach
8. Nieużywanie biżuterii i wonności
9. Niesypianie na wygodnych łóżkach
10. Nieposługiwanie się złotem i srebrem

## Rzeczy osobiste
Każdy mnich może posiadać wyłącznie 8 własnych rzeczy. Są to:
- 3 szaty
- miska jałmużna
- brzytwa
- igła
- pas
- sitko do wody

## Od nowicjatu do święceń
Okres nowicjatu może zakończyć się przyjęciem pełnych święceń (ale nie później niż po 20. roku życia) albo z powrotem do życia świeckiego, po kilku tygodniach, miesiącach bądź latach.